# Ichiki Shirō
Ichiki Shirō (市来 四郎 (Thị Lai Tứ Lang) 29 tháng 1 năm 1828–12 tháng 2 năm 1903) là nhiếp ảnh gia tiên phong người Nhật.

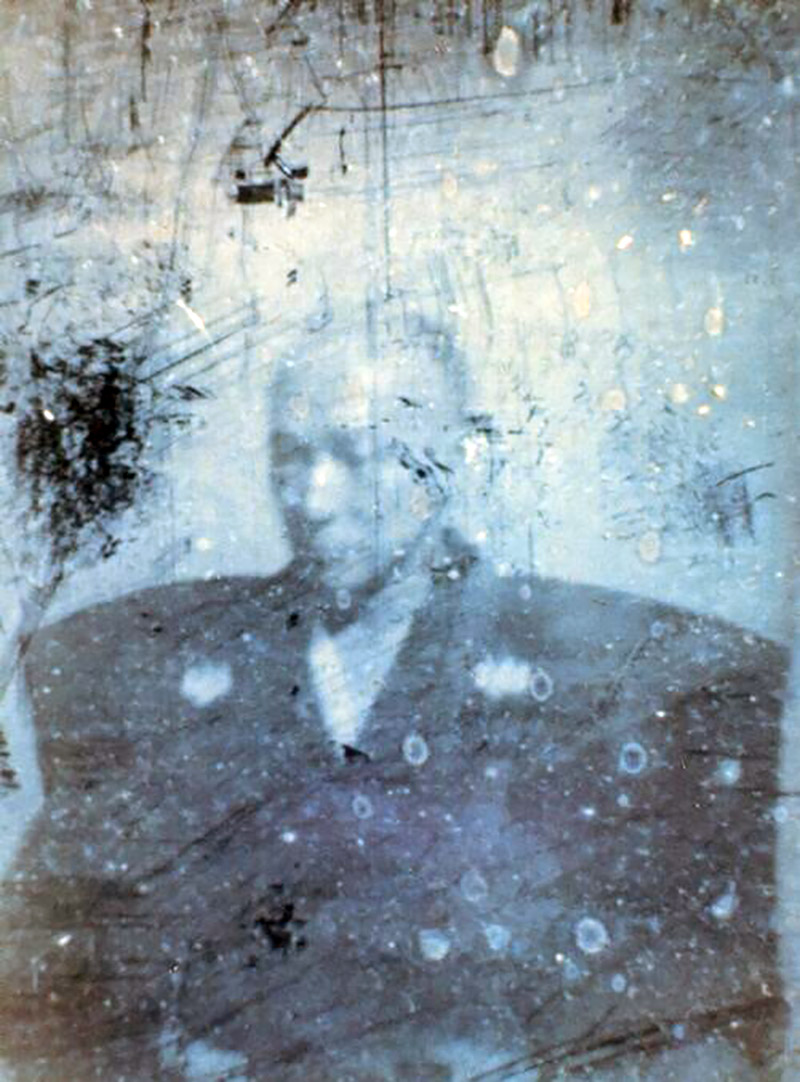
Ảnh chụp Shimazu Nariakira bằng máy daguerreotype của Ichiki, bức ảnh Nhật Bản sớm nhất còn sót lại

Ichiki sinh ra ở phiên Satsuma (nay là tỉnh Kagoshima) ở Kyūshū vào ngày 24 tháng 12 năm 1828. Ông trở nên xuất chúng trong việc nghiên cứu các chủ đề liên quan đến sản xuất thuốc súng ở trường súng Takashima-ryū. Chính daimyō phiên Satsuma là Shimazu Nariakira đã công nhận tài năng này và chọn Ichiki làm một trong những gia thần dưới trướng. Năm 1848, Shimazu có được chiếc máy ảnh daguerreotype đầu tiên được nhập khẩu vào Nhật Bản. Từng bị công nghệ phương Tây mê hoặc, ông đã ra lệnh cho đám gia thần của mình (bao gồm cả Ichiki) nghiên cứu và tạo ra những bức ảnh hoạt động được. Do những hạn chế của ống kính vận hành và không được đào tạo bài bản, phải mất nhiều năm để tạo ra một bức ảnh chất lượng, nhưng vào ngày 17 tháng 9 năm 1857, Ichiki đã tạo nên một bức chân dung của Shimazu trong bộ trang phục chỉnh tề. Toàn bộ sự việc đều được ghi lại chi tiết trong hồi ký do Ichiki biên soạn vào năm 1884.
Bức ảnh này đã trở thành đối tượng được nhà Shimazu đem thờ phụng ở đền Terukuni jinja sau khi Nariakira qua đời, nhưng về sau bị thất lạc. Vắng mặt suốt trong một thế kỷ, chiếc daguerreotype được giới chức phát hiện trong một nhà kho vào năm 1975 và sau đó được xác định là chiếc daguerreotype lâu đời nhất còn tồn tại được tạo ra bởi một nhiếp ảnh gia người Nhật. Vì lý do này, nó được chính phủ Nhật chọn làm Tài sản Văn hóa Quan trọng vào năm 1999, bức ảnh đầu tiên nhận được danh hiệu như vậy.